# Peter Kaupp
Peter Kaupp (né le 21 mars 1936 à Barcelone) est un spécialiste de la culture, sociologue et historien allemand.

## Biographie
Kaupp est le fils de l'ingénieur Werner Kaupp (1900-1970) et de son épouse Anny van Veersen (1913-1984). Depuis 1964, il est marié à Christa née Goos. À propos de son arrière-grand-mère Friederike Mathilde Kaupp née Trick (1834-1911), il est un descendant du réformateur de Nuremberg Andreas Osiander. À la suite de la guerre civile espagnole, la famille déménage à l'automne 1936, d'abord à Dresde, en 1939 à Halle/Saale, en 1945 à Leipzig et en 1950 à Wiesbaden. Après avoir obtenu son diplôme de l'école Orange de Wiesbaden (de), il étudie le droit pendant trois semestres à l'Université Johannes-Gutenberg de Mayence en 1958, puis les études culturelles comparées, l'histoire et la sociologie. Il est membre depuis 1958 et de 1967 à 1995, il est archiviste de la Burschenschaft Arminia auf dem Burgkeller. Titulaire d'une thèse de doctorat sous la direction d'Anton Hilckman (de), il obtient son doctorat en 1964 à la Faculté de philosophie de l'Université de Mayence
Il travaille d'abord pour l'équipe éditoriale de Wiesbaden de la Brockhaus Enzyklopädie. En 1966, il devient assistant de recherche d'Helmut Schoeck à l'Institut de sociologie de l'Université de Mayence. De 1969 à 1981, il est responsable des relations publiques à l'Office fédéral de la statistique, en dernier lieu comme conseiller du gouvernement. En 1981, il occupe un poste de professeur de sciences sociales à Dieburg à l'Université fédérale des sciences appliquées de l'administration publique (de), département des postes et télécommunications. Professeur depuis 1995, il prend sa retraite en 2001.
Il est membre de la Société de recherche historique des fraternités (de), de la Société allemande pour l'enseignement supérieur et de la Communauté pour l'histoire des étudiants allemands. Kaupp publie dans des revues spécialisées et des annuaires, notamment Geschichte in Wissenschaft und Unterricht (de), Jahrbuch der Hambach Gesellschaft, Saeculum (de), le Vierteljahrschrift für Sozial- und Wirtschaftsgeschichte (de), l'Archiv für Rechts- und Sozialphilosophie, l'Internationalen Zeitschrift für Kommunikationsforschung et la Burschenschaftliche Blätter, dans Der Burschenschafter. Periodikum der Allgemeinen Deutschen Burschenschaft, Darstellungen und Quellen zur Geschichte der deutschen Einheitsbewegung im neunzehnten und zwanzigsten Jahrhundert, dans Einst und Jetzt, dans le Studenten-Kurier sowie in Zeitschriften der Deutschen Bundespost. Kaupp est également co-auteur et co-éditeur du volume 1 « Politiciens » du Biographischen Lexikons der Deutschen Burschenschaft de Helge Dvorak (8 volumes, Heidelberg 1996-2014) et éditeur et co-auteur du volume 2 " Artistes" du même lexique (2018).

## Honneurs
- Médaille Herman-Haupt de la Société pour la recherche historique sur le fraternités (2005)
- Mélanges pour son 70e anniversaire (2006)[4]

## Travaux
- avec Reinhard Stegmann: 150 Jahre Burschenschaft auf dem Burgkeller. Festschrift zur 150. Wiederkehr der Gründung der Burschenschaft in Jena. Mayence 1965.
- Toynbee und die Juden. Eine kritische Untersuchung der Darstellung des Judentums im Gesamtwerk Arnold J. Toynbees. Mit einer ausgewählten Bibliographie und zwei Beiträgen von Arnold J. Toynbee. Anton Hain, Meisenheim am Glan 1967.
- Das Heiratsinserat im sozialen Wandel. Ein Beitrag zur Soziologie der Partnerwahl. Enke, Stuttgart 1968.
- Der Hochschulassistent und seine Probleme: Ergebnisse einer Umfrage zur sozialen, wirtschaftlichen und beruflichen Situation der wissenschaftlichen Assistenten an der Johannes-Gutenberg-Universität Mainz. Enke, Stuttgart 1969.
- Die schlimmen Illustrierten; Leserschaft, Inhalt und Wirkung der Neuen Revue. Massenmedien und die Kritik ihrer Kritiker. Econ, Hambourg/Düsseldorf 1971,  (ISBN 3-430-15285-2).
- Texte der Soziologie, Texte und Kommentare. (als Herausgeber) Bayerischer Schulbuch-Verlag, Textband, München 1975,  (ISBN 3-7627-7044-1), Kommentar, Munich 1977,  (ISBN 3-7627-7009-3).
- Presse – Hörfunk – Fernsehen. Funktion – Wirkung. Ein medienkundliches Handbuch. dipa Francfort-sur-le-Main 1979,  (ISBN 3-7638-0018-2).
- avec Klaus Asche (de) et Ernst Wilhelm Wreden (de): 175 Jahre Jenaische Burschenschaft, 1815–1990. Festschrift der Jenaischen Burschenschaften Arminia auf dem Burgkeller, Germania und Teutonia zur 175. Wiederkehr der Gründung der Burschenschaft in Jena. Jenaische Burschenschaften, Iéna 1990.
- Jena in alten Ansichten, 2. Auflage. Europäische Bibliothek, Zaltbommel/Niederlande 1990,  (ISBN 90-288-1189-3).
- „Zinne über’m Brückenbogen“. Festschrift anläßlich der Erneuerung der „Grünen Tanne“ in Jena, Gründungsstätte der Jenaischen Burschenschaft am 12. Juni 1815, neuer Sitz der Burgkellerburschenschaft. Iéna 1994.
- Burschenschafter in der Paulskirche. Aus Anlass der 150. Wiederkehr der Frankfurter Nationalversammlung. dir. im Auftrag der Gesellschaft für burschenschaftliche Geschichtsforschung, Dieburg 1999.
- Stamm-Buch der jenaischen Burschenschaft. Die Mitglieder in der Urburschenschaft 1815–1819 (= Abhandlungen zum Studenten- und Hochschulwesen. Vol. 14). SH-Verlag, Cologne 2005,  (ISBN 3-89498-156-3).
- avec Günter Cerwinka (de), Harald Lönnecker, Klaus Oldenhage (Hrsg.): 200 Jahre burschenschaftliche Geschichte. Von Friedrich Ludwig Jahn zum Linzer Burschenschafterturm. Ausgewählte Darstellungen und Quellen (= Darstellungen und Quellen zur Geschichte der deutschen Einheitsbewegung im neunzehnten und zwanzigsten Jahrhundert. Vol. 16). Winter, Heidelberg 2008,  (ISBN 978-3-8253-5507-4).
- „Hier stinkt's nach Füchsen!“. Goethe – Duell – Fechten. Sein Leipziger Duell von 1767. In: Bernhard Grün, Peter Krause, Klaus Gerstein, Harald Lönnecker (dir.): GDS-Archiv für Hochschul- und Studentengeschichte, Vol. 9, Essen 2011,  (ISBN 978-3-939413-18-9), S. 35–58.
- avec Gerd Lautner u. a.: Miszellen zu den Gedenkjahren Georg Büchner 2012/13 und Ernst Elias Niebergall 2015. Walter Wolf-Verlag Riedstadt 2015,  (ISBN 978-3-934820-26-5).
- Andreas Osiander (1498-1552): Der streitbare Reformator von Nürnberg, dans: Lutherische Beiträge 23. Jg., Nr. 4/2018, p. 207–220.
- Gott, Ehre, Freiheit, Vaterland – Die protestantischen Wurzeln der Urburschenschaft, in: Darstellungen und Quellen zur Geschichte der deutschen Einheitsbewegung im neunzehnten und zwanzigsten Jahrhundert, Vol. 22, 2019, p. 151–216.
- Ernst von Schiller (1796–1841). Mitgründer der Urburschenschaft, Sohn des Dichters und Namengebers der Universität Jena, dans: Studenten-Kurier Heft 2+3/2021, p. 24–27, Online-Fassung.
- Auf den Spuren von Mohren, Mauren und Kammertürken. Ein kulturwissenschaftlicher Beitrag zur aktuellen Rassismusdebatte, in: Gegenwartsprobleme und historische Bezüge. Abhandlungen der Humboldt-Gesellschaft für Wissenschaft, Kunst und Bildung e. V., Vol. 45 (2022), p. 153–180.
- Das Wartburgfest von 1817 und seine Auswirkungen auf die demokratischen deutschen Verfassungen. Dans: Christian Oppermann (de) (dir.): Jahresgabe der Gesellschaft für burschenschaftliche Geschichtsforschung e. V. (GfbG) 2022, Coblence 2022,  (ISBN 978-3-9818227-5-5), p. 35–40.
- Burschenschafter in der Paulskirche. Aus Anlass der 150. Wiederkehr der Frankfurter Nationalversammlung. dir. im Auftrag der Gesellschaft für burschenschaftliche Geschichtsforschung, Berlin 2023, überarbeitete Neuauflage der 1999 erschienenen Erstausgabe,  (ISBN 978-3-910491-01-4)